# Zschokkella sturionis
Zschokkella sturionis is een microscopische parasiet uit de familie Myxidiidae. Zschokkella sturionis werd in 1948 beschreven door Tripathi. 